# Station Buxtehude
Station Buxtehude (Bahnhof Buxtehude) is een spoorwegstation in de Duitse plaats Buxtehude, in de deelstaat Nedersaksen. Het station ligt aan de spoorlijn Lehrte - Cuxhaven en de spoorlijn Buxtehude - Harsefeld. In totaal heeft het station vier perronsporen, twee perronsporen liggen langs de spoorlijn Hamburg-Harburg - Cuxhaven. Twee perronsporen zijn kopsporen die in het verlengde van elkaar liggen. Het ene spoor wordt gebruikt voor de treinen naar Bremerhaven en het andere spoor voor de S-Bahn naar Hamburg. Op het station stoppen treinen van metronom, de EVB en de S-Bahn van Hamburg.

## Treinverbindingen
De volgende treinseries doen station Buxtehude aan:
| Serie | Treinsoort               | Route | Bijzonderheden |
| ----- | ------------------------ | --- | -------------- |
| RE 5  | Regional-Express (Start) | Hamburg Hbf – Hamburg-Harburg – Buxtehude – Stade – Otterndorf – Cuxhaven                                      |                |
| RB 33 | Regionalbahn (EVB)       | Buxtehude – Bremervörde – Bremerhaven Hbf – Bremerhaven-Lehe – Cuxhaven                                        |                |
|       | S-Bahn (DB Regio)        | Elbgaustraße – Eidelstedt – Dammtor – Hauptbahnhof – Harburg – Harburg Rathaus – Neugraben – Buxtehude – Stade |                |